# Kostanjek
Kostanjek este o localitate din comuna Krško, Slovenia, cu o populație de 135 de locuitori.